# Maria Bielicka
Maria Bielicka, właśc. Maria Bielicka-Szczepańska (ur. 19 grudnia 1909 w Warszawie, zm. 22 kwietnia 1989 tamże) – polska aktorka teatralna, śpiewaczka i pedagog.

## Życiorys
Urodziła się 19 grudnia 1909 w Warszawie, ówcześnie na terenie Imperium Rosyjskiego (obecnie Polska).
W okresie międzywojennym była aktorką Teatru Miejskiego we Lwowie (1937–1938). 
Aresztowana w 1942 roku, przebywała na Pawiaku, 17 stycznia 1943 roku wywieziona do obozu koncentracyjnego na Majdanku, skąd 13 kwietnia 1944 roku przesłano ją do obozu Auschwitz.
Po wojnie występowała na deskach: Teatru Syrena w Łodzi (1945–1948) i tej samej sceny w Warszawie (1948–1950) oraz na scenach stołecznych: Ludowego Teatru Muzycznego (1950–1951) i Teatru Nowego (1951–1955). W latach 1955–1971 występowała w Operetce Warszawskiej. Ostatnią rolą, którą zagrała była postać starej baby w operze Cud mniemany, czyli Krakowiacy i Górale Wojciecha Bogusławskiego z muzyką Jana Stefaniego w reż. Jerzego Rakowieckiego.
Wystąpiła tylko w jednym filmie – Zakazanych piosenkach w reż. Leonarda Buczkowskiego z 1946 jako deklamatorka.
Pochowana na cmentarzu Powązkowskim (kwatera 252-6-11).

## Odznaczenia i nagrody
- Krzyż Oficerski Orderu Odrodzenia Polski (1984)
- Krzyż Kawalerski Orderu Odrodzenia Polski (1972)
- Order Krzyża Grunwaldu III klasy (1974)
- Srebrny Krzyż Zasługi (1970)
- Medal 10-lecia Polski Ludowej (1955)
- Medal Komisji Edukacji Narodowej (1980)
- Honorowa Odznaka Ligi Kobiet (1980)
- Srebrna Maska – nagroda dla najlepszego aktora sezonu za rolę Matki w Dwóch teatrach i Celiny Bełskiej w Domu kobiet (1989)